# К-19 (фильм)
«К-19» (англ. K-19: The Widowmaker) — американо-немецко-канадско-британская историческая драма режиссёра Кэтрин Бигелоу, вышедшая в 2002 году. Кинокартина основана на реальных событиях и повествует о событиях 1961 года, когда советская АПЛ К-19 впервые в мире потерпела аварию ядерной силовой установки с человеческими жертвами. Один из слоганов фильма — «Трагедия рождает героев».

## Сюжет
В разгар ядерного противостояния холодной войны Советский Союз спускает на воду новейшую подводную лодку, вооружённую ядерным оружием и оснащённую атомным реактором. Командование кораблём поручено капитану Алексею Вострикову. Волевой и энергичный Востриков решает проверить, на что способны корабль и команда, заставляя всех работать в экстремальных условиях, что вызывает недовольство команды.
Согласно плану похода, К-19 всплывает на Северном полюсе и производит испытательный пуск баллистической ракеты. Во время дальнейшего похода происходит авария системы охлаждения реактора на неремонтируемом участке, температура активной зоны начинает расти. Возникает угроза расплавления реактора, которое может привести к взрыву. На совещании офицеры решают смонтировать резервный водопровод и пустить по нему холодную воду для охлаждения. Шестеро моряков, разбившись на три пары, проводят ремонт, получая смертельные дозы облучения. Стармех Горелов заменяет струсившего командира реакторного отсека Радченко и заканчивает ремонт.
На корабле начинается утечка радиации и заражение отсеков, антенна дальней связи повреждена, связь с родиной невозможна. На горизонте появляется американский эсминец, но Востриков отвергает предложение о помощи. Тем временем разведка КГБ узнаёт о происшедшем через источники в США. Замполит отстраняет Вострикова от командования, но старпом Поленин неожиданно встаёт на сторону капитана и разоружает мятежников.
Резервная система охлаждения даёт течь, температура активной зоны снова начинает расти. Радченко заходит в реакторный отсек и исправляет повреждение. Востриков вытаскивает ослепшего Радченко и решает перевести команду на американский эсминец, а самому затопить лодку. На помощь приходит советская подлодка С-270. Экипаж К-19 связывается со штабом ВМФ и докладывает обстановку.
Трибунал оправдывает Вострикова, но он больше никогда не будет командовать подводной лодкой. Семеро моряков, производивших ремонт, умерли через неделю, впоследствии умерло ещё 20. Спустя 28 лет члены команды собираются зимой на кладбище и поминают погибших товарищей.

## Съёмки
Съёмки проводились в Канаде и России, а именно: Галифакс, Новая Шотландия (Канада); Торонто, Онтарио (Канада); Гимли, Манитоба (Канада); Москва (Россия).
К-19 в фильме изображала списанная советская лодка К-77 — дизельная с крылатыми ракетами, проект 651, с замаскированными характерными особенностями корпуса — 4 огромные ниши позади пусковых установок ракет. У лодки была удлинена кормовая часть на 25 метров (длина лодок 651 проекта — 86 метров, а 658 проекта — 104 метра). Вокруг рубки была надстроена более длинная и широкая рубка из пластика, поскольку у настоящей К-19 три баллистические ракеты находились в ограждении рубки. После съёмок кинокомпания произвела демонтаж этих надстроек и придала лодке первоначальный вид, после чего она 5 лет была музеем в городе Провиденс, штат Род-Айленд, в 2007 году затонула, была поднята и отправлена на переработку.
В 2000 году Бигелоу с помощниками приезжала в Россию и ценой больших усилий добилась разрешения на поездку на Северный флот ВМФ России, где побывала на списанной оригинальной БС-19, были сделаны многие сотни фотографий.

## Реакция участников событий
Создатели фильма провели обширные консультации с участниками тех давних событий. Но только один эпизод в фильме достоверен — когда моряки монтируют аварийную систему охлаждения. Одно время бывшие члены экипажа подлодки планировали подать на кинокомпанию в суд за искажение фактов. Первоначальный сценарий фильма не понравился бывшему экипажу лодки, в результате чего членами первого экипажа было написано открытое письмо. В окончательном варианте фильма наиболее одиозные эпизоды отсутствуют, а достоверность оставшихся событий бывшие члены экипажа оценивают «процентов на 90».

## В ролях
| Актёр            | Роль                                                                                     |
| ---------------- | ---------------------------------------------------------------------------------------- |
| Харрисон Форд    | командир АПЛ Алексей Востриков; прототип — капитан 1 ранга Николай Затеев                |
| Лиам Нисон       | старший помощник командира Михаил Поленин; прототип — капитан 3 ранга Василий Архипов    |
| Питер Сарсгаард  | командир реакторного отсека, инженер-лейтенант Вадим Радченко; прототип — Борис Корчилов |
| Кристиан Камарго | Павел                                                                                    |
| Сэм Спруэлл      | Дмитрий                                                                                  |
| Тим Вудворд      | Партонов                                                                                 |
| Стив Николсон    | Демичев                                                                                  |
| Петер Стеббингс  | Курышев                                                                                  |
| Лекс Шрапнель    | Корнилов                                                                                 |
| Джон Шрапнель    | адмирал Братеев; прототип — адмирал Сергей Горшков                                       |
| Лев Прыгунов     | Иван Вершинин                                                                            |
| Равиль Исянов    | замполит Суслов                                                                          |
| Джей Джей Филд   | Андрей                                                                                   |
| Джордж Энтон     | Полянский                                                                                |
| Джосс Экленд     | Министр обороны СССР маршал Золенцов прототип — Родион Малиновский                       |